# جورجي بولتافشينكو
جورجي بولتافشينكو (الروسية: Полтавченко, Георгий Сергеевич) (و. 1953 – م) هو سياسي من روسيا، الاتحاد السوفيتي . ولد في باكو .
وهو عضو في الحزب الشيوعي السوفييتي .